# Joshua Howatson
Joshua Howatson (ur. 7 października 1984 w Victorii) – kanadyjski siatkarz, grający na pozycji rozgrywającego, reprezentant Kanady. 

## Sukcesy klubowe
Mistrzostwa Uniwersyteckie:
- 2006
- 2007

Puchar Króla Hiszpanii:
- 2009, 2010

Liga hiszpańska:
- 2009, 2010

Liga francuska:
- 2013

Liga szwajcarska:
- 2016, 2017
- 2019
- 2018

Puchar Szwajcarii:
- 2017, 2018, 2019

Superpuchar Szwajcarii:
- 2017

## Sukcesy reprezentacyjne
Letnia Uniwersjada:
- 2007

Puchar Panamerykański:
- 2011

Mistrzostwa Ameryki Północnej, Środkowej i Karaibów:
- 2013[2]
- 2011

## Nagrody indywidualne
- 2009: Najlepszy rozgrywający finału Pucharu Króla Hiszpanii
- 2010: MVP finału Pucharu Króla Hiszpanii[3]